# 第一ゼミパシード
第一ゼミパシード（だいいちゼミパシード）は、大阪市中央区に本社を置く株式会社ウィザスが運営する中学受験塾。関西を中心に展開している集団指導塾の高校受験進学塾第一ゼミナールとは同じ運営元である。

## 教室一覧
- パシード大東校
- パシード天王寺校
- パシード高石校
- パシードなかもず校
- パシード光明池校
- パシード岸和田校
- 香里園校
- 西長堀校
- 東住吉校
- 西田辺校
- 小阪校
- 河内松原校
- 富田林校
- 河内長野校
- 鳳校
- 金岡校
- 堺三国丘校
- 和泉府中校
- 熊取校
- 尾崎校
- 南海和歌山市駅校
- 広島本部校